# 植田三男
植田 三男（うえだ みつお、1913年3月11日 - 1997年8月30日）は、日本の経営者。兵庫県出身。

## 経歴
1937年に神戸商業大学（現神戸大学）を卒業し、同年に日商に入社した。
1992年11月に取締役に就任し、1970年5月には日商岩井専務に就任し、1974年11月に副社長に就任し、1977年6月には社長に昇格した。1984年6月に会長に就任し、1986年6月から相談役を務めた。
1990年4月に勲二等旭日重光章を受章した。
1997年8月30日慢性心不全のために死去。84歳没。